# 91024 Széchenyi
91024 Széchenyi è un asteroide della fascia principale. Scoperto nel 1998, presenta un'orbita caratterizzata da un semiasse maggiore pari a 2,6622402 UA e da un'eccentricità di 0,0637327, inclinata di 4,63868° rispetto all'eclittica.
L'asteroide è dedicato al politico e scrittore ungherese István Széchenyi.